# Kambove (territoire)
Le territoire de Kambove est une entité déconcentrée de la province de Haut-Katanga, près de la frontière avec le Lualaba en république démocratique du Congo.

## Géographie
Le Lualaba, qui devient le fleuve Congo en aval de Kisangani, y a sa source à Mumena, dans la localité de Musofi.

### Cours d'eau
- Kando
- Kapande
- Katanga
- Lualaba
- Luansopo
- Lufira
- Lukanga
- Lupoto
- Moatshi
- Mualaba
- Mukwishi
- Nyundwelu
- Panda

## Commune
Le territoire compte une commune rurale de moins de 80 000 électeurs.
- Kambove, (7 conseillers municipaux)

## Secteurs et chefferie
Il est divisé en deux secteurs et une chefferie :
- Chefferie Basanga
- Secteur Lufira
- Secteur Source du Congo

## Localités
- Ngalu
- Mwabessa
- Lukoshi
- Kambove
- Kanona
- Kashimbo
- Kyembe
- Kikuyu
- Kimwenge
- Kisunka
- Koni
- Lwambo
- Kapolowe
- Kibangu
- Lupoto
- Lupweshi
- Lwisha
- Mubambe
- Mumema
- Mwadingusha
- Panda
- Shinkolobwe
- Sofumwango
- Swana-Mume
- Mulungwishi
- Ntenke

## Économie
On y trouve plusieurs mines de cuivre exploitées dès le début du XXe siècle par l'UMHK puis, plus tard, par la Gécamines.

## Personnalité
La ministre italienne pour l'Intégration, Cécile Kyenge est née dans la cité de Kambove.